# Angelió
Angelió (en llatí Angelion, en grec antic  Ἀγγελιων) va ser un escultor grec que sempre es menciona juntament amb Tecteu (Τεκταῖος καὶ Ἀγγελιων).
Els dos van ser deixebles de Dipè i Escil·lis, i mestres de Cal·ló d'Egina. Van florir a l'entorn de l'Olimpíada 58, és a dir, a la meitat del segle vi aC (cap a l'any 548 aC) i són de la darrera part del període escultòric conegut per dedalià (de Dèdal).
L'única obra d'aquestos escultors de la que en queda notícia és l'Apol·lo de Delos esmentat per Pausànias. La mà dreta de l'estàtua sostenia alguna cosa, i a l'esquerra hi havia les tres Càrites, i cadascuna sostenia un instrument, una lira, l'altra flauta i la tercera siringa. Una tradició deia que les imatges de les noies es referien a les Helíades. S'ha suposat que l'estàtua era de fusta i que en tot cas tenia un bany d'or. Podria ser còpia d'una imatge molt més antiga.
Atenàgores d'Atenes els atribueix també una estàtua d'Àrtemis, però no és gaire segur. Algunes monedes àtiques reprodueixen la imatge de l'Apol·lo de Delos.